# اسفندیار شهیدی
اسفندیار شهیدی (زاده ۱۳۲۴ در تهران) فیلمبردار و کارگردان سینما و تلویزیون اهل ایران است. وی دانش‌آموخته مهندسی طراحی از دانشگاه علم و صنعت و فیلمبرداری از کالج ملی فیلم لندن است.

## فیلم‌شناسی

### کارگردان
- به‌آوران زندگی  (۱۳۷۸)
- مرضیه (۱۳۷۳)

### مدیر فیلمبرداری
- بیم موج (۱۳۸۷)
- منفی هجده (۱۳۸۶)
- به دنیا بگویید بایستد (۱۳۸۵)
- لبه تاریکی (۱۳۸۴)
- رسم عاشقی  (۱۳۸۳)
- خانه‌ای در تاریکی (۱۳۸۲)
- پس از باران (۱۳۷۹)
- میعاد در سپیده‌دم (۱۳۷۷)
- حرفه‌ای (۱۳۷۵)
- حمله‌دار (۱۳۷۴)
- یاران (۱۳۷۲)
- بازیچه (۱۳۷۱)
- گریز (۱۳۷۱)
- صخره همیشه سبز (۱۳۶۷)
- خانه‌ای مثل شهر (۱۳۶۶)
- تشکیلات (۱۳۶۵)

### فیلمبردار
- توطئه (۱۳۷۴)
- ویرانگر (۱۳۷۴)

### مدیر تصویربرداری
- شغال (۱۳۸۴)